# So Fujitani
So Fujitani (藤谷 壮, Fujitani Sō) est un footballeur japonais né le 28 octobre 1997 à Kobe. Il évolue au poste de défenseur latéral droit au Vissel Kobe.

## Biographie

### En équipe nationale
Avec les moins de 19 ans, il remporte le championnat d'Asie des moins de 19 ans en 2016, en battant l'Arabie saoudite en finale. Fujitani est titulaire lors de ce match disputé à Riffa (Bahreïn).
Avec les moins de 20 ans, il participe à la Coupe du monde des moins de 20 ans en 2017. Lors du mondial junior organisé en Corée du Sud, il joue deux matchs, contre l'Uruguay, et le Venezuela. Le Japon atteint les huitièmes de finales du mondial.
Avec les moins de 23 ans, il dispute le championnat d'Asie des moins de 23 ans en 2018. Il joue trois matchs lors de ce tournoi, qui voit le Japon s'incliner en quart de finale contre l'Ouzbékistan.

## Palmarès
- Vainqueur du championnat d'Asie des moins de 19 ans en 2016 avec l'équipe du Japon des moins de 19 ans
- Vainqueur de la Coupe de l'Empereur : 2019 avec le Vissel Kobe
- Vainqueur de la Supercoupe du Japon de football : 2020 avec le Vissel Kobe